# Cannonball
Wyścig gumowej kuli (oryg. ang. Cannonball dosł. armatnia kula) – film produkcji amerykańskiej z 1976 roku, którego głównym bohaterem jest Cannonball Buckman grany przez Davida Carradine'a. Reżyserem filmu był Paul Bartel. Film stał się legendą amerykańskiego kina – stał się wyznacznikiem i pierwowzorem dla całej serii wyścigowych filmów akcji jak Gumball, Szybcy i wściekli czy Wyścig szczurów.

## Opis fabuły
Film opowiada o nielegalnym wyścigu który odbywa się w Stanach Zjednoczonych, a jego trasa wiedzie przez całą szerokość USA – od Los Angeles aż do Nowego Jorku. Nagrodą za zwycięstwo jest suma 100 tysięcy dolarów. Głównym bohaterem jest były rajdowiec Cannonball Buckman, który w swej przeszłości miał potyczki z prawem i obecnie nie może on "od tak" przekroczyć granicy stanu. Chęć zwycięstwa zmusza uczestników do nadmiernego przekraczania prędkości, przez co policja próbuje przeszkodzić w rozegraniu nielegalnych zawodów. W wyścigu bierze udział wiele barwnych postaci, m.in.: para nastolatków, trójka dziewczyn, przyjaciel Buckmana, odwieczny rywal Cannonballa i inni.

## Obsada
- David Carradine – Cannonball Buckman
- Veronica Hamel – Linda
- Archie Hahn – Zippo Friedman
- Gerrit Graham – Perman Waters
- Robert Carradine – Jim Crandell
- Bill McKinney – Cade Redman
- Paul Bartel – Lester Marks
- James Keach – Wolfe Messer
- Carl Gottlieb – Terry McMillan
- John Herzfeld – Sharpe
- Judy Canova – Sharma Capri
- Mary Woronov – Sandy Harris
- Martin Scorsese – mafioso
- Dick Miller – Benny Buckman
- Belinda Balaski – Maryann
- Roger Corman – sędzia
- Glenn Johnson – kamerzysta w śmigłowcu
- James Lashly – chłopak ze stacji benzynowej
- Sylvester Stallone – mafioso
- Veronica Hamel – Linda Maxwell

i inni.